# Shout at the Devil (Album)
Shout at the Devil ist das 1983 erschienene zweite Studioalbum der US-amerikanischen Glam-Metal-Band Mötley Crüe. Es wurde von Tom Werman produziert und am 26. September 1983 veröffentlicht.

## Stil
Das Album griff klanglich zwar noch die am Punk orientierte Härte des Debütalbums auf, wirkte in der Produktion jedoch schon polierter und radiotauglicher als das Vorgängeralbum. Das Album enthielt eine Coverversion des Lieds Helter Skelter, das 1968 von The Beatles geschrieben und veröffentlicht worden war. Die Band widmete den Titel Knock ‘em Dead, Kid dem Los Angeles Police Departement.
Für das Songwriting zogen die Bandmitglieder Inspiration aus Sachbüchern über die Themen schwarze Magie, Flüche, Zauberei und Okkultismus. Außerdem las Bassist Nikki Sixx zur Anregung die Schriften des Satanisten Anton LaVey. In Bezug auf die inhaltliche Gestaltung des Albums und der dazu folgenden Konzerttournee beschäftigte sich Sixx mit der Psychologie des Nationalsozialismus als grausames Massenphänomen, ihm schwebte vor, die Shows von Mötley Crüe als Mischung aus Nazi-Parteitag und schwarzer Messe zu inszenieren. Überall in den Konzerthallen sollten dabei Mötley-Crüe-Symbole statt Hakenkreuze hängen. Auf den Song God Bless the Children of the Beast kamen Mötley Crüe durch das Intro des Albums Diamond Dogs von David Bowie von 1974. Als die Rockband den Song I Will Survive aufnahm, hängten die Bandmitglieder einen Gong an die Decke, dessen Seil straff zusammengedreht war, so dass der Gong um die eigene Achse wirbelte und einen merkwürdigen schwirrenden Klang erzeugte.
Shout at the Devil führte die Band konzeptionell stärker in Richtung Glam Metal: Die Mitglieder traten auf den Fotos dieser Zeit stark geschminkt auf, wobei die Farben Weiß, Schwarz und Rot dominierten; die Bühnenkleidung bekam aufgrund der Schnitte und Farben Kostümcharakter. Mötley Crüe verzichtete jedoch darauf, den Mitgliedern besondere Charaktere zuzuweisen.

## Gestaltung

Drudenfuß

Das Albumcover der LP-Originalausgabe von 1983 war ein Gatefold-Cover. Das Covermotiv war ein in glänzendem Schwarz gehaltener Drudenfuß, der sich auf einem mattschwarzen Hintergrund befand. Dieser findet sowohl als Schutzsymbol gegen böse Geister als auch als satanisches Symbol Verwendung. Oberhalb des Symbols war der Name der Band abgebildet, unter dem Drudenfuß der Titel des Albums. Beide Schriftzüge waren in Blutrot gehalten.
Auf den Innenseiten des geöffneten Covers befanden sich vier Porträts der Bandmitglieder; auf der linken Seite waren Nikki Sixx und Vince Neil, auf der rechten Seite Mick Mars und Tommy Lee abgebildet. Die Rückseite zeigte ein Gruppenfoto der Band, das dem Drudenfuß unterlegt war, der hier wie auf der Titelseite in glänzendem Druck ausgeführt war. Oberhalb des Symbol waren die Liedtitel abgedruckt, allerdings nicht in der Reihenfolge, in der sie sich auf der LP befanden. Unterhalb der Titelliste befand sich der Aufdruck „Caution, This Record May Contain Backward Messages“ (deutsch: ‚Achtung, diese Schallplatte kann Rückwärtsbotschaften enthalten‘). Der Hinweis bezog sich zwar auf die Tatsache, dass Lee und Sixx versucht hatten, den Satz „Jesus is Satan“ als Overdub auf dem Titellied des Albums unterzubringen, ist aber vor allem als ins Konzept des Albums passend zu verstehen.
Die Innenhülle zeigte auf der einen Seite wiederholt das Motiv des Drudenfußes, der diesmal in Weiß auf rotem Hintergrund abgebildet war. Auf der anderen Seite der Hülle befanden sich die in rot abgedruckten Texte der Lieder sowie die Produktionsnotizen und Liner Notes. Hier befand sich auch der Widmungstext zu Knock ‘em Dead, Kid.
Die Betonung des Visuellen im Zusammenhang mit der Annäherung an den Glam Metal setzte sich auch in den Produktionsnotizen fort, wo nach der Liste der an den Aufnahmen beteiligten Musikern zuerst der Fotograf Barry Levine und seine Beiträge zur Realisierung des Albums genannt werden. Diese umfassten die „Fotos für das Album-Cover, Studio-Fotos, Video-Konzepte, das Album-Cover-Konzept, sowie Beratungen zur Choreografie, zum Marketing und Merchandising“. Erst anschließend fanden sich weitere Hinweise zur Produktion des Albums wie das Mastering und andere Arbeiten. Diese Reihenfolge wurde bei der Neuauflage 2003 geändert.
Später veröffentlichte Ausgaben des Albums zeigten auf der Vorderseite des Covers unterhalb des Bandlogos vier quadratische Porträts der Bandmitglieder, die aus den Fotos entstanden waren, die sich bei der Originalausgabe auf der Innenseite des Covers befunden hatten. In ihrer Anordnung und vor dem schwarzen Hintergrund erinnern sie an das Cover des Albums Let It Be von The Beatles. Unterhalb des Fotos befand sich der Albumtitel; das Bandfoto auf der Coverrückseite ist identisch mit dem der Originalausgabe. Der Drudenfuß taucht lediglich einmal auf, nämlich als Hintergrund des durchsichtigen CD-Halters, wo er als brennendes Symbol dargestellt ist.

## Rezeption
Das Album erreichte Platz 17 der US-Charts und wurde in großen Stückzahlen verkauft. Es wurde in den USA im Januar 1985 mit Doppelplatin ausgezeichnet, am 15. Mai 1997 erhielt es die Vierfach-Platin-Auszeichnung für 4 Mio. verkaufte Alben in den USA. In Lords of Chaos wird Shout at the Devil als „verwässerte Kostprobe des Dämonischen“ bezeichnet, die die Band „Hunderttausenden von leicht zu beeindruckenden Vorstadtjugendlichen gebracht“ habe. Die kanadische Band Zimmers Hole bezieht sich mit dem Titel ihres Albums When You Were Shouting at the Devil… …We Were in League with Satan sowohl auf Mötley Crües Album als auch das Lied In League with Satan vom Debütalbum Welcome to Hell der britischen Band Venom.

## Titelliste
1. 1:13 – In the Beginning (Geoff Workman, Nikki Sixx)
2. 3:16 – Shout at the Devil (Sixx)
3. 4:07 – Looks That Kill (Sixx)
4. 2:54 – Bastard (Sixx)
5. 1:33 – God Bless the Children of the Beast (Mick Mars)
6. 3:09 – Helter Skelter (John Lennon, Paul McCartney)
7. 3:21 – Red Hot (Mars, Vince Neil, Sixx)
8. 3:24 – Too Young to Fall in Love (Sixx)
9. 3:40 – Knock 'Em Dead, Kid (Neil, Sixx)
10. 4:17 – Ten Seconds to Love (Neil, Sixx)
11. 3:51 – Danger (Mars, Neil, Sixx)

2003 wurden sämtliche bis dahin erschienene Mötley-Crüe-Alben auf dem eigenen Label der Band, Mötley Records, wiederveröffentlicht. Zusätzlich enthielten die Neuausgaben Lieder, die in der jeweiligen Zeit der Albumaufnahme entstanden waren.
Bonustitel der Neuauflage:
1. 3:18 – Shout at the Devil (demo) (Sixx)
2. 5:06 – Looks That Kill (demo) (Sixx)
3. 2:29 – Hotter Than Hell (demo) (Sixx)
4. 3:19 – I Will Survive (Mars, Sixx)
5. 3:03 – Too Young to Fall in Love (demo) (Sixx)